# 애틀랜타 브레이브스

애틀랜타 브레이브스(영어: Atlanta Braves)는 미국 조지아주 애틀랜타를 연고지로 하는 프로 야구 팀이다. 메이저 리그 내셔널 리그 동부 지구 소속이다.
1871년 창단했었으며, 초기에는 연고지가 보스턴이었다. 그러나, 같은 연고팀인 보스턴 레드삭스에 완전히 밀려나가게 되자, 1953년 보스턴에서 밀워키로 연고지를 이전했고, 1966년에 다시 애틀랜타로 연고지를 이전하였다.
메이저 리그 역사상 가장 초창기에 만들어진 팀 중 하나로, 현재 구단주는 CNN의 소유자 테드 터너로부터 구단을 사들인 리버티 미디어와 존 말론이다. 단장으로는 프랭크 렌이 있으며, 감독으로는 보비 콕스가 오랜 시간 동안 브레이브스를 이끌고 있으며 존 슈어홀츠와 함께 이 둘은 종종 '환상의 콤비'라는 말을 듣곤 하는데, 그 이유는 이 둘이서 만들어 낸 지구 우승이 무려 14회, 리그 우승이 5차례, 그리고 월드시리즈 우승이 1회 있기 때문이다.
게다가 이 팀은 10년 연속 동부지구 우승이란 불멸의 기록까지 있다.
이들과 함께 종종 거론되는 인물이 레오 마조니로, 투수 코치인 그는 존 스몰츠, 그레그 매덕스, 톰 글래빈, 스티브 에이버리, 데니 네이글, 케빈 밀우드, 마이크 햄프턴 등의 명투수들을 조련해서 길러내었으며, 다른 곳에서 방출 또는 헐값에 팔린 선수들을 조련하는 데 대단한 명성을 떨쳤다. (레오 마조니 투수코치는 현재 볼티모어 오리올스의 투수코치로 재직 중)
MLB 팬들과 기자들 사이에서 종종 회자되는 농담 중 하나는 “세상에서 변하지 않는 세 가지는 죽음, 세금, 그리고 애틀란타 브레이브스의 지구 우승이다.”라는 것으로, 그들의 전성시대가 얼마나 대단했는지 알 수 있는 것이다.

한편, 한국 프로야구 원년인 1982년 시즌 후 한국을 방문하여 총 8경기에서 3승 1무 4패의 저조한 성적을 거두었으나 3승 중 2승을 합작완봉으로 장식하기도 했다.

## 영구 결번
- #3 데일 머피
- #10 치퍼 존스
- #21 워런 스판
- #29 존 스몰츠
- #31 그레그 매덕스
- #35 필 니크로
- #41 에디 매슈스
- #42 재키 로빈슨
- #44 행크 애런
- #47 톰 글래빈

## 유명 선수
- 앤디 마르테
- 호세 카브레라
- 프레디 프리먼
- 로날드 아쿠냐 주니어

## 역대 한국인 선수
(브레이브스 시절 등번호, 포지션, 브레이브스 소속이던 시즌)
- 봉중근 - 30번/51번, 투수, 2002년~2003년
- 강경덕 - 12번, 외야수, 2015년~2016년 4월